# Batalla de Thouars (1793)
La batalla de Thouars té lloc el 5 de maig de 1793 durant la revolta de la Vendée. Acaba amb la victòria dels Vendeans que van assaltar la ciutat de Thouars.

## Preludi
A finals d'abril de 1793, l'ofensiva republicana a les Mauges va ser rebutjada i el general Berruyer va ser revocat a París. A la iniciativa de Danton, Armand Louis de Gontaut-Biron, ex duc de Lauzun, va ser designat per reemplaçar-lo. Tanmateix, aquest últim va servir a l'Exèrcit d'Itàlia i el general François Leigonyer va ser el responsable d'actuar.
Per la seva banda, els Vendeans van preparar el contraatac. L'exèrcit insurgent es va reunir a Cholet entre el 26 i el 29 d'abril. El dia 30 va partir i el 2 de maig va atacar Argenton-Château. La localitat va ser presa ràpidament i els 400 a 500 homes que formaven la seva guarnició van caure en desordre per unir-se a les forces del general Pierre Quétineau a Bressuire. El 3 de maig, Quétineau es precipita durant la nit per evacuar Bressuire, que considera indefensable, i es retira a Thouars.
Bressuire és presa per les Vendeans poques hores després de la sortida del Quétineau. Els insurgents lliuren presoners oblidats a les seves cel·les pels republicans, tres dels quals s'uneixen al comandament de l'exèrcit insurgent: Louis Marie de Lescure, Gaspard de Bernard de Marigny i Guy Joseph de Donnissan. Els Vendeans també van requisar 12.000 cartutxos i aliments.

## Forces en presència

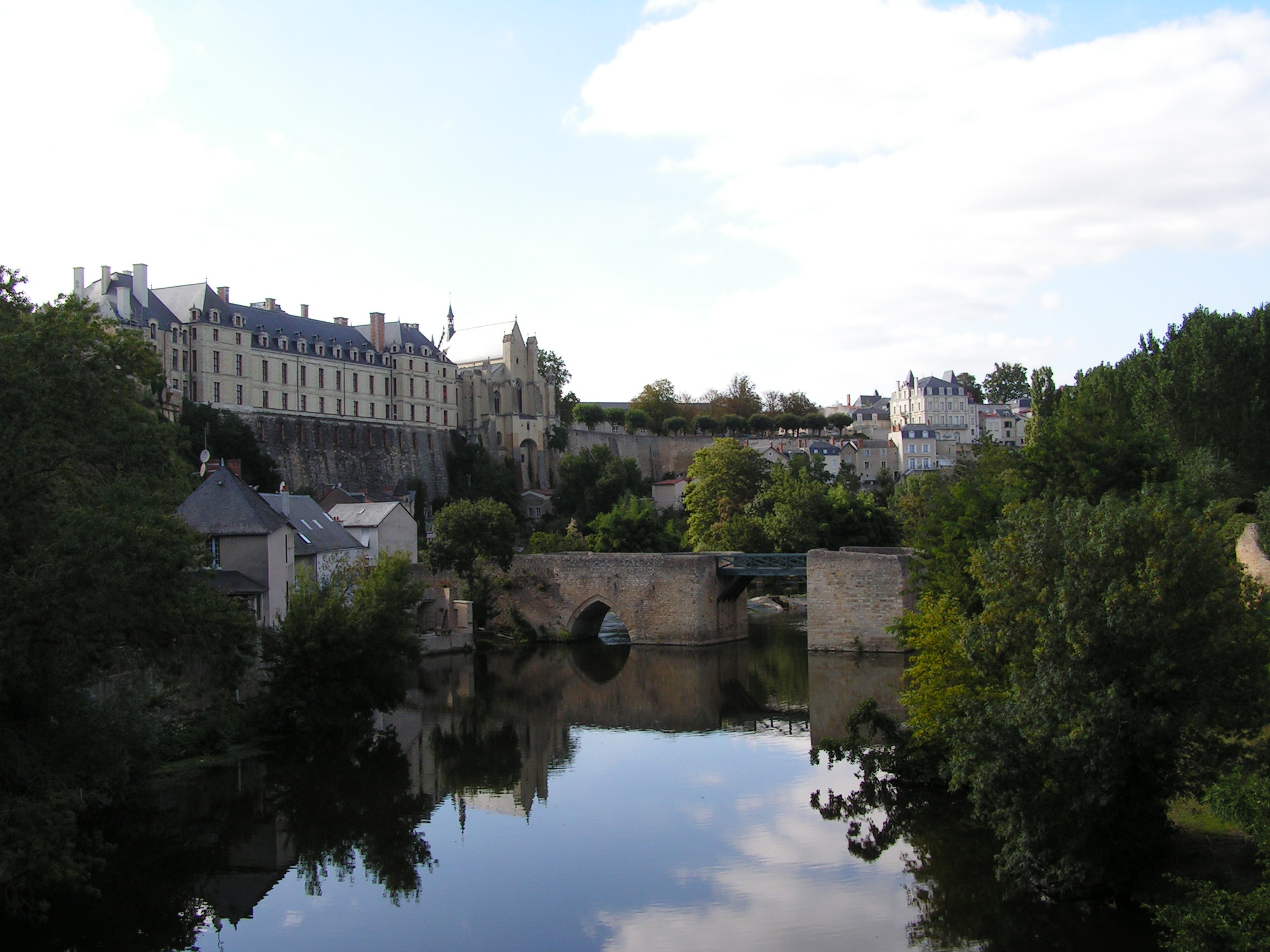
Castell de Thouars i el pont dels Chouans

En Thouars, les forces republicanes s'alineen entre 3.000 i 5.000
 homes. En una carta dirigida a la Convenció nacional poc abans de la batalla, el mateix general Quétineau va escriure que la seva divisió només tenia 3.000 homes. D'acord amb Savary, els números es distribueixen de la següent manera: 2.650 guàrdies nacionals dividits en cinc batallons, 325 homes de la 8ª batalló de voluntaris del Var, van dir els marsellesos, 113 genets divideix en cinc destacaments i 62 artillers de la Guàrdia Nacional de Poitiers i Saint-Jean-d'Angély. Els voluntaris dels Deux-Sèvres, Charente, Nièvre i Vienne batallons també estan presents. En una carta enviada després de la batalla amb els representants en missió, els consellers van escriure que la guarnició tenia menys de 3.500 homes. El petit exèrcit de Quétineau també és reforçat per ciutadans de les viles i camperols dels voltants, requisats i cridats a les presses. Els republicans també tenen dotze canons.
Els vendeans són de 20.000 a 27.000 homes. Entre un terç i la meitat d'ells estan armats amb armes de foc. La cavalleria té 750 homes i l'artilleria té sis canons. Els insurgents són dirigits per Maurice D'Elbée, Charles de Bonchamps, Jean-Nicolas Stofflet, Jacques Cathelineau, Henri de La Rochejaquelein, Louis Marie de Lescure, Gaspard de Bernard de Marigny, Guy Joseph de Donnissan, Jean-Louis de Dommaigné i Marie Paul de Scépeaux de Bois-Guignot.

## Procediment
El matí del 5 de maig, els venedeans arriben davant de Thouars al poble de Ligron, a la ciutat de Sainte-Radegonde, cantant l'himne llatí Vexilla Regis. Els dos exèrcits estan separats per un corrent: el Thouet. Els vendeans es troben a l'oest del riu i els republicans a l'est. El pas és transitable en tres punts: al nord, a Gué-au-Riche, a prop del poble de Pompois, a quatre quilòmetres de la ciutat de Thouars; al centre del pont de Vrines, a tocar del poble de Vrines; i al sud, als peus de les antigues muralles de Thouars, el transbordador Saint-Jacques i el pont de Saint-Jean, també anomenat pont nou, després "pont de Chouans".
La batalla comença a les cinc del matí. Atacs de Bonchamps a Gué-au-Riche, La Rochejaquelein i Lescure al pont de Vrines, Elbée, Stofflet i Cathelineau al transbord de Saint-Jacques i Marigny i Donnissan al pont de Saint-Jean. Quétineau desplega 1.000 homes del batalló de Marsella i el batalló Nièvre amb tres canons als vessants per defensar el pont Vrines, mentre que 300 homes formats per voluntaris de Vienne, guàrdies nacionals d'Airvault i els guàrdies nacionals a cavall comandats per Delivenne ocupen la seva posició al Gué-au-Riche. La ciutat de Thouars està situada en un alt promontori i està protegida per antigues muralles en força bon estat de conservació.
Els enfrontaments es van intensificar a partir de les vuit del matí i es van mantenir indecisos en tots els punts durant molt de temps. A Vrines, els republicans han abandonat el pont i tallat parcialment bloquejat per un carret de fems que es va vessar. Arribats a aquest punt, els líders vendeans lluiten per liderar els seus homes i el tir és tan viu que Rochejaquelein estarà fora una estona per aconseguir munició. Dues vegades Lescure apareix sol a la coberta, sota el foc dels republicans, intentant liderar els seus homes, però sense èxit. Finalment, a les tres de la tarda, La Rochejaquelein, Lescure, un cap anomenat Bosc i un camper sol que creua el pont. La massa de Vendeans es va precipitar cap endavant i va creuar la riba dreta. Mentrestant, a Gué-au-Riche, Bonchamps i Dommaigné, al capdavant de la cavalleria, aconsegueixen superar els voluntaris de Vienne i els guàrdies nacionals d'Airvault. També reculen la cavalleria republicana que va fugir fins a Saint-Jean-de-Sauves i van portar les tropes al pont de Vrines, posant-les al vol. Quétineau ordena la retirada sota les muralles.
Els vendeans fan un descans per creuar la major part de les seves tropes i dels seus canons. Els patriotes reprenen el temps de valent i comencen la batalla al nord de la ciutat, segurs del terreny. Però els trets dels canons que disparen la Vendée fan que es dobleguen i es pleguen cap enrere darrere de les parets de la ciutat.
Els vendeans després es va precipitar a les defenses a nivell del carrer de París i van tractar de crear bretxes en els punts més febles de les parets, per mitjà de piques i pales. La Rochejaquelein s'enfila sobre les espatlles d'un lluitador anomenat Toussaint Texier, augmenta amb les mans un trencament a la paret, del qual després dispara als patriotes. Els insurgents finalment aconsegueixen trencar la porta i van entrant a la ciutat.
Mentrestant, al pont de Sant Joan, els canons comandats per Gaspard de Bernard de Marigny, un antic oficial d'artilleria, també van acabar per enderrocar la porta de Porte Maillot. Les forces de d'Elbée, Stofflet, Cathelineau i Donnissan després es va precipitar a la ciutat des del sud. Les diferents columnes fan la seva unió al districte de Saint-Laon.
El general Quetineau va hissar la bandera blanca i es van acabar els combats entre les 17 i les 19 hores. El jutge de pau Redon de Puy Jourdain s'encarrega de la rendició a Maurice d'Elbée.

## Pèrdues
A excepció d'uns quants voluntaris de Marsella que fugen nedant, el petit exèrcit de Quetineau és pres gairebé completament presoner. A les seves memòries, la marquesina Victòria de Donnissan de La Rochejaquelein va escriure que els vendeans van perdre "molt poques persones" durant l'atac a Thouars, mentre que els republicans van deixar entre 500 i 600 morts i 3.000 presoners. Émile Gabory també informa de 600 republicans morts.
El botí també és important. Els Vendeans van capturar dotze canons, vint caisses 3 i van agafar diversos milers de fusells i municions. Es van apoderar d'un tresor de 500.000 lliures d'objectes d'or i plata robats a les esglésies i d'una premsa amb assignats.
Els presoners queden tancats al pati del castell, on romanen 24 hores sense menjar i gairebé sense beure, i es despullen dels seus uniformes, que estan cremats. Finalment van ser alliberats el 7 de maig a canvi de jurament de deixar de tenir armes contra la Vendée.

A més d'uns quants insults de Stofflet, el general Quétineau va ser tractat amb molta cortesia pels líders Vendeans. Va sopar amb ells al castell i comparteix la cambra Bonchamps a l'hotel Charpagne Brossier; la seva antiga seu es va convertir quarte-general de les armes vendeanes. Va rebutjar les ofertes dels líders reialistes per unir-se a l'exèrcit de Vendée o per quedar com a presoner a la llibertat condicional. El 8 de maig, va obtenir un passaport que li va permetre abandonar Thouars i es va presentar a Doué al general Leigonyer que el va arrestar.

## Conseqüències
Els Vendeans van cremar l'arbre de la llibertat, així com papers administratius i arxius. Els termes de la capitulació són respectats pels insurgents que no cometen ni saquejos ni exaccions. Els voluntaris també van reunir l'exèrcit insurgent, en particular La Ville-Baugé, Dupeyrat i Gabriel Guyot de Folleville, conegut com el "bisbe d'Agra".

Els líders de la Vendée tenen previst un moment per marxar cap a l'est, a Loudun, Mirebeau i Poitiers per tal d'aixecar els voltants. El 8 de maig, un destacament de Vendée va entrar a Loudun sense trobar cap resistència, però els habitants no van fer cap manifestació a favor de la causa reialista. Els insurgents es conformen amb saquejar les arques públiques i cremar l'arbre de la llibertat i els papers del districte abans de retirar-se.
Els líders reialistes van decidir llavors anar cap al sud per donar suport a l'Exèrcit del Centre comandat per Royrand. L'exèrcit de Vendée va sortir de Thouars el 9 de maig i es va traslladar a Parthenay, que va ser pres al final del dia el 9.
Pel costat de Saumur, el general republicà Leigonyer també va advertir de la debilitat de la seva posició: va declarar el 5 de maig que només tenia 3.000 camperols mal armats per defensar el lloc de Doue, i després el dia 7 per ell. Queden només 2.000, i les desercions són contínues i només 200 homes de la Legió Rosenthal es van veure reforçats per part de la Legió Rosenthal.
L'anunci de la captura de Thouars va provocar una revolada entre els republicans.
El 7 de maig, en una carta enviada de Tours a la Convenció nacional, el representant de la missió Tallien qualifica el general Quétineau com a "agent de Dumouriez" i afirma que "mentre Quétineau i l'exèrcit que comandava eren covards. Recorda, els intrepits Marsellesos va lluitar fins a l'últim extrem; només en quedaven sis. L'11 de maig, a la Convenció nacional, diversos diputats van acusar Quétineau de traïció i confraternització amb els líders rebels. La Convenció també decreta que tan bon punt la ciutat de "Thouars torni al poder de la República, es construirà un monument en honor dels marsellesos que van morir mentre la defensaven contra els rebels. Tanmateix, la llegenda dels Marsellais va tenir una vida curta, alguns fugitius d'aquest batalló van ser denunciats a Poitiers i Parthenay, mentre que altres voluntaris, inclòs el comandant del batalló Peu, es trobaven entre els presoners capturats i després alliberats a Thouars. Quétineau va ser enviat a París, on va estar tancat durant diversos mesos a la presó de l'Abadia. El 26 de desembre de 1793, el diputat Goupilleau de Montaigu va obtenir de la Convenció nacional un decret ordenant que fos derivat al Tribunal Revolucionari. Condemnat a mort, el general Quétineau fou guillotinat el 17 de març de 1794.